# I (mała litera)
ı (małe i bez kropki) – litera alfabetu łacińskiego stosowana w języku tureckim i azerskim. Jej odpowiednikiem majuskularnym jest litera I.
W przeciwieństwie do większości języków posługujących się alfabetem łacińskim, w których małym odpowiednikiem I (bez kropki) jest i (z kropką), w tureckim i azerskim używa się pary I – ı dla oznaczenia głoski [ɯ] (oraz pary İ – i dla oznaczenia głoski [i]).

## Przykłady
Oto przykłady wyrazów zawierających tę literę, zaczerpnięte z języka tureckiego:
- ılık – [ɯˈɫɯk] (ciepły)
- Kuşadası – [ˈkuʃadasɯ] (miasto Kuşadası)
- Diyarbakır – czyt. [dijaɾˈbakɯɾ] (miasto Diyarbakır)